# 歐陽中鵠
歐陽中鵠（1849年—1911年），字节吾，号瓣䕬，湖南浏阳人，清朝政治人物、举人出身。欧阳予倩的祖父。

## 生平
欧阳中鹄祖籍浏阳县普迹市青龙头，后来迁往县城营盘巷:836。同治十二年，鄉試中舉，次年考入内阁中书，教授譚嗣襄、譚嗣同、唐才常等。光緒二十九年，授广西思恩府知府。光緒三十一年，授平乐府知府。光緒三十四年，調任桂林府知府。宣统三年闰六月初二，由广西右江道道员升任廣西提法使。清朝灭亡。1911年逝世，归葬于故乡浏阳荷花街道的胡坪村佛岭，1991年，其墓葬成为浏阳县（市）级文物保护单位:639，2011年，墓葬移至淮川街道的西湖山。